# Jacques Lachaud
Jacques Lachaud, né en 1893 et décédé le 10 février 1973, est un architecte français de Quimper.

## Biographie
Il est architecte à Quimper à partir de 1927  en association avec René Legrand (1890-1984). Jacques Lachaud et René Legrand étaient des défenseurs de l’architecture régionaliste bretonne.
Son frère Jean Lachaud, peintre, graveur et céramiste (1889-1952) fut, dès 1936, directeur des Beaux-Arts et conservateur du musée de Brest (Finistère).
Son fils Philippe Lachaud (1935-2012) fut aussi architecte, établi à Quimper (Finistère).

## Réalisations
Par ordre alphabétique de lieux
- Audierne, salle omnisports, place du général de Gaulle 1965[2].
- Beg Meil :
  - chapelle Saint-Guénolé,(avec R. Legrand)[3] ;
  - villa Le Berre, 1939[4].
- Ergué-Gabéric, manoir du Cleuyou.
- Lanriec, auberge du Cabellou.
- Lanriec, maison d'artiste, citée par La Vie à la campagne, 1927, p. 45-47.
- Névez, maison de l'architecte et de son frère, 1920, citée par A. Maumene.
- Penhars, église du Moulin Vert, 1955.
- Penmarc'h, église Saint-Guénolé, 1954.
- Pont-Aven, maison du peintre Christian de Marinitsch (1858-1954), 1927[5].
- Quimper :
  - restauration du manoir de Jacquelot, 1928 ;
  - maison Mérop, no 4 venelle de Kergos vers 1930 (avec R. Legrand)[6] ;
  - maison Forget, no 5 rue Valentin 1936 (avec R. Legrand)[7] ;
  - gymnase du lycée Chaptal, no 71 rue de Pont-l'Abbé 1963-1965[8].
- Saint-Anne-la-Palud, maison de peintre[9].
- Plogonnec, chapelle Saint-Albin, (agrandissement en 1951)[10].
- Telgruc-sur-Mer, reconstruction de l'église paroissiale Saint-Magloire après la Seconde Guerre mondiale[11].